# Luma Grothe
Luma Grothe (12 de diciembre de 1993) es una modelo brasileña.

## Vida y carrera
Es de ascendencia alemana, japonesa y africana.
Grothe comenzó a modelar en Londres, Reino Unido, donde estaba aprendiendo inglés. Grothe apareció en campañas para L'Oréal y Paco Rabanne. Ha desfilado para marcas como Vivienne Westwood, Burberry, Versace o Etam. Hizo su debut en el Victoria's Secret Fashion Show de 2016, realizado en París, Francia.

## Vida Personal
El 23 de marzo de 2024, se casó con el escritor alemán Daniel Turtel, 6 meses después anunciaba su embarazo y el 22 de marzo de 2025, dieron la bienvenida a su hijo en un post a través de su cuenta Instagram.